# Ancien hôtel de Saint-Lô de Sélestat
L'ancien hôtel de Saint-Lô est un monument historique situé à Sélestat, dans le département français du Bas-Rhin.

## Localisation
Ce bâtiment est situé au 7, place du Marché-aux-Choux à Sélestat.

## Historique
L'édifice fait l'objet d'une inscription au titre des monuments historiques depuis 1929.

## Architecture

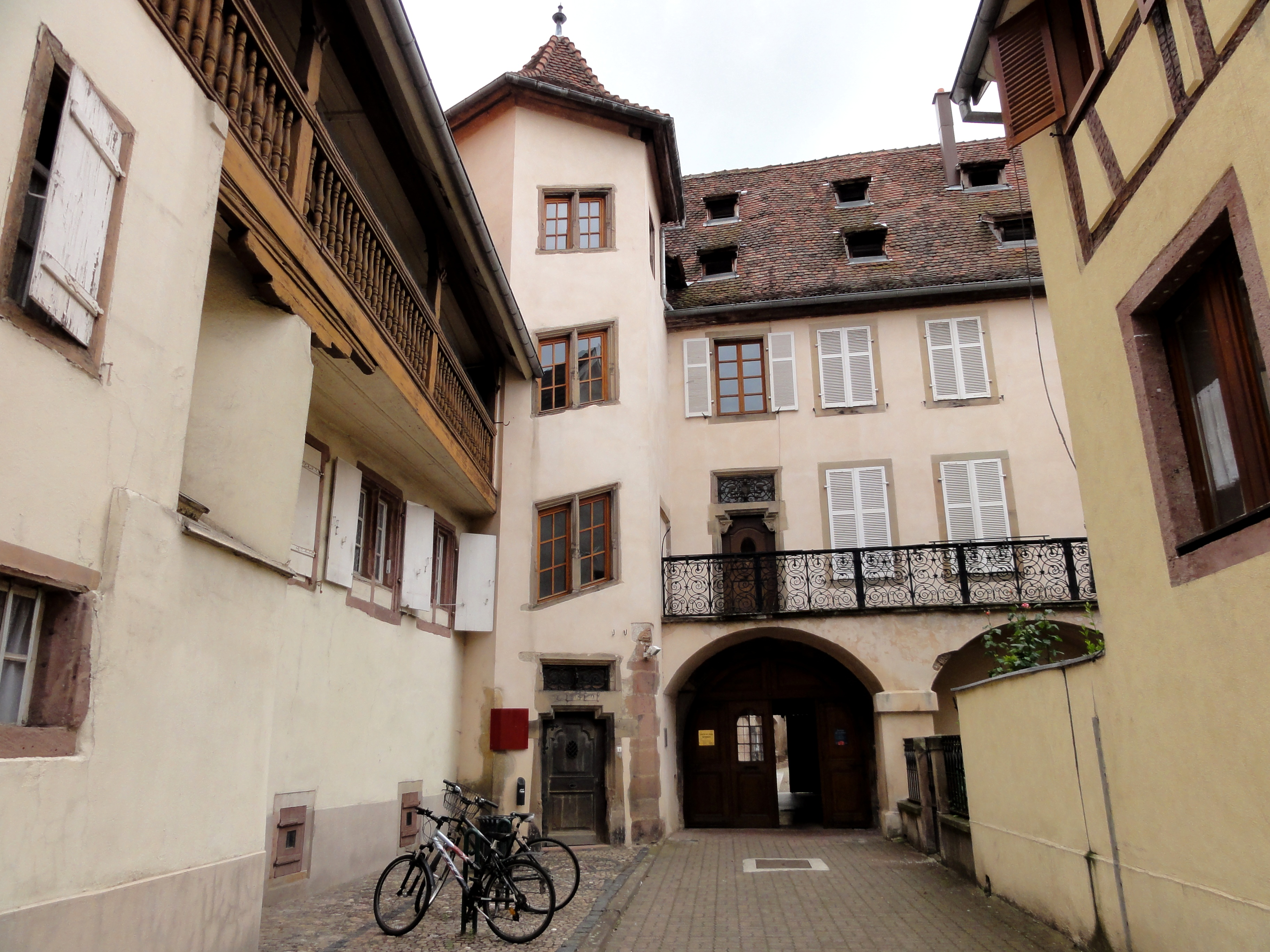
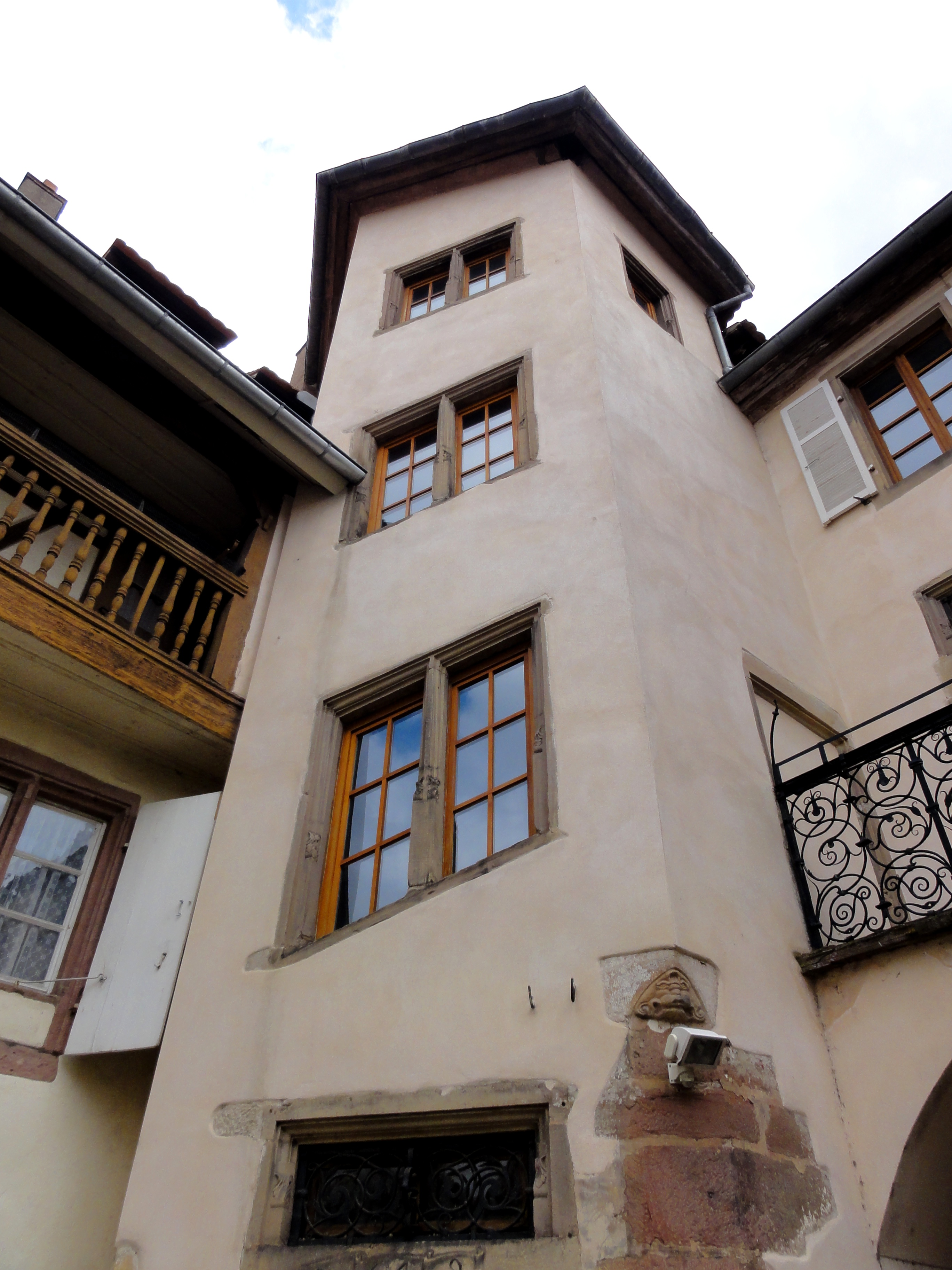
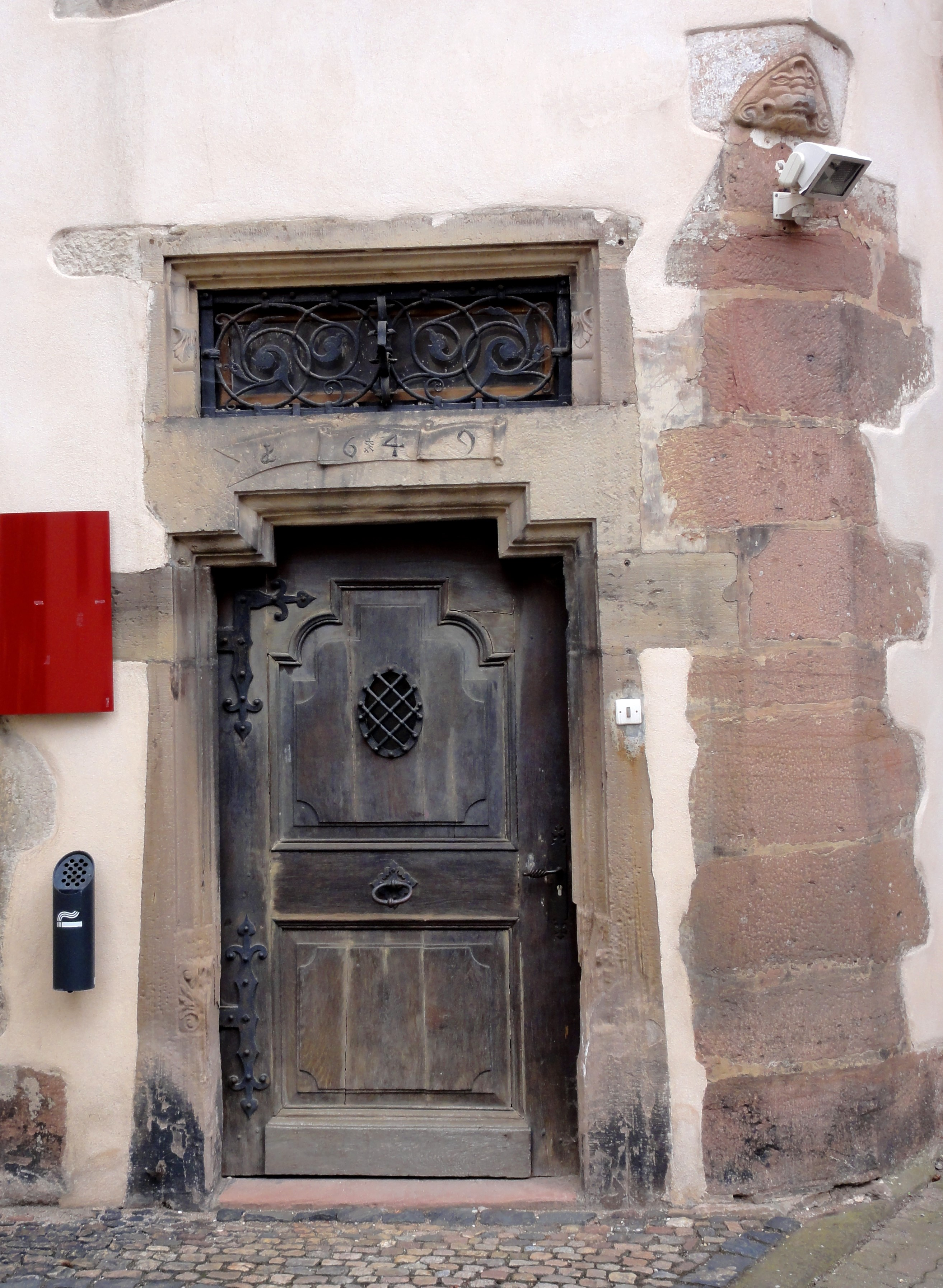
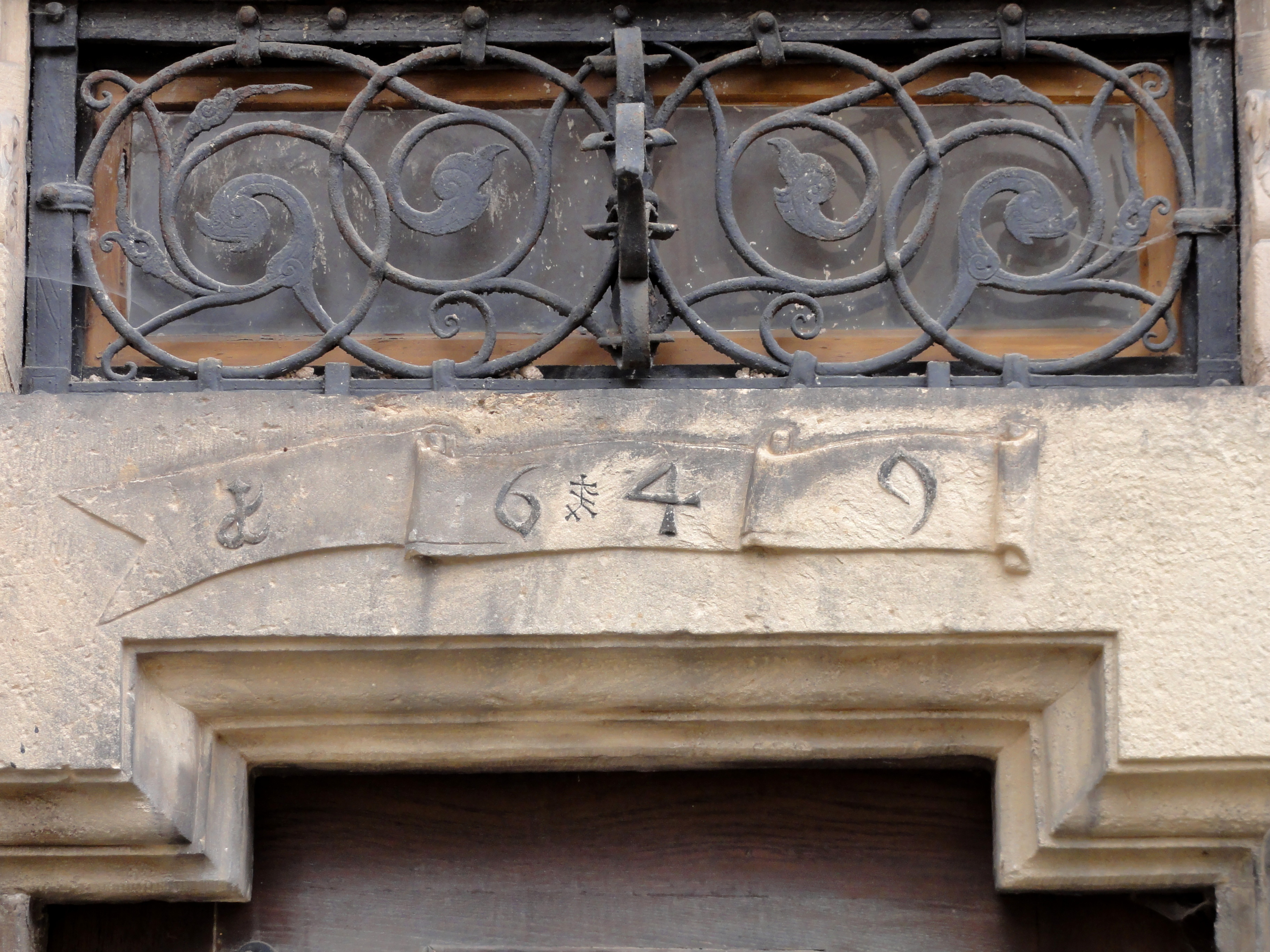
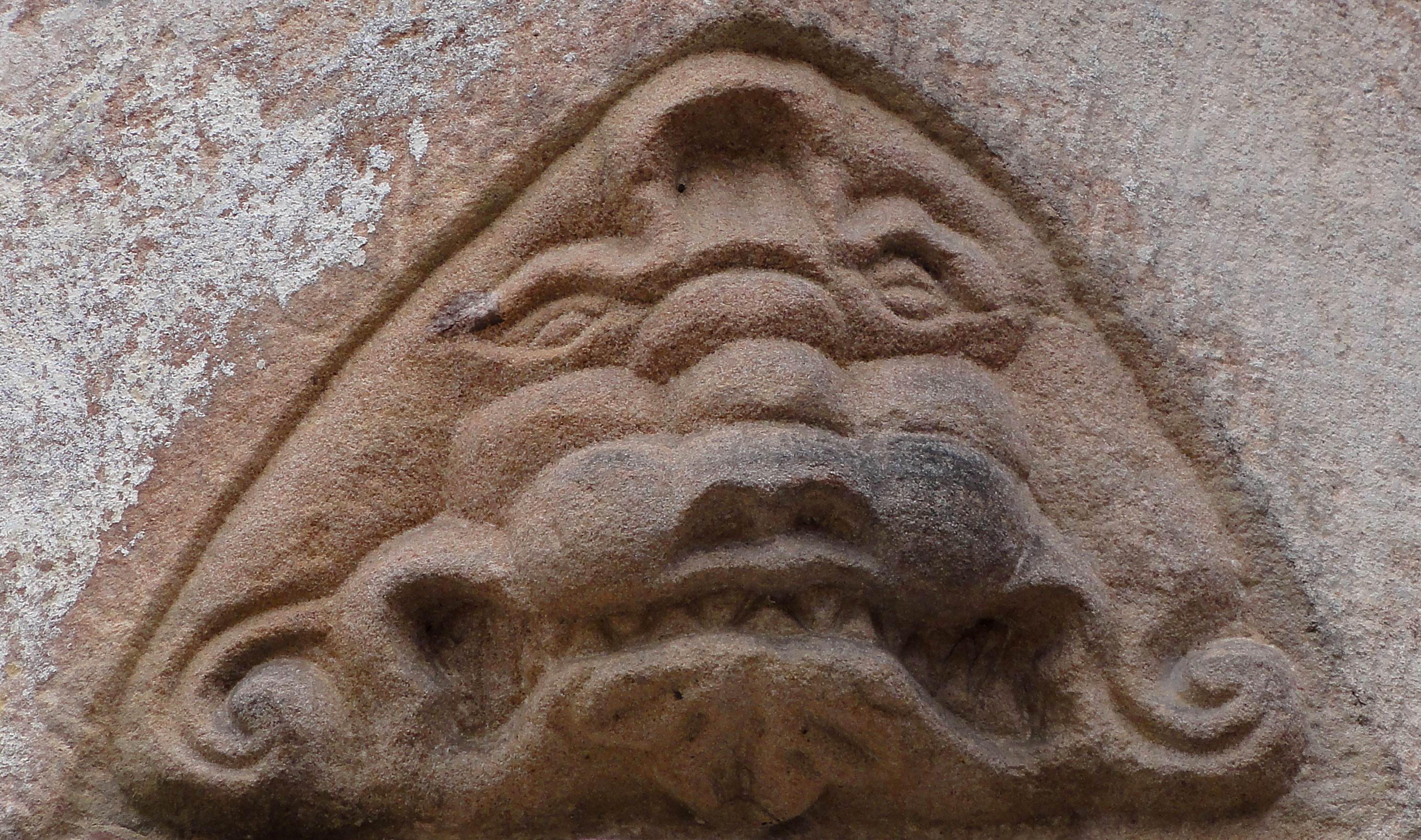
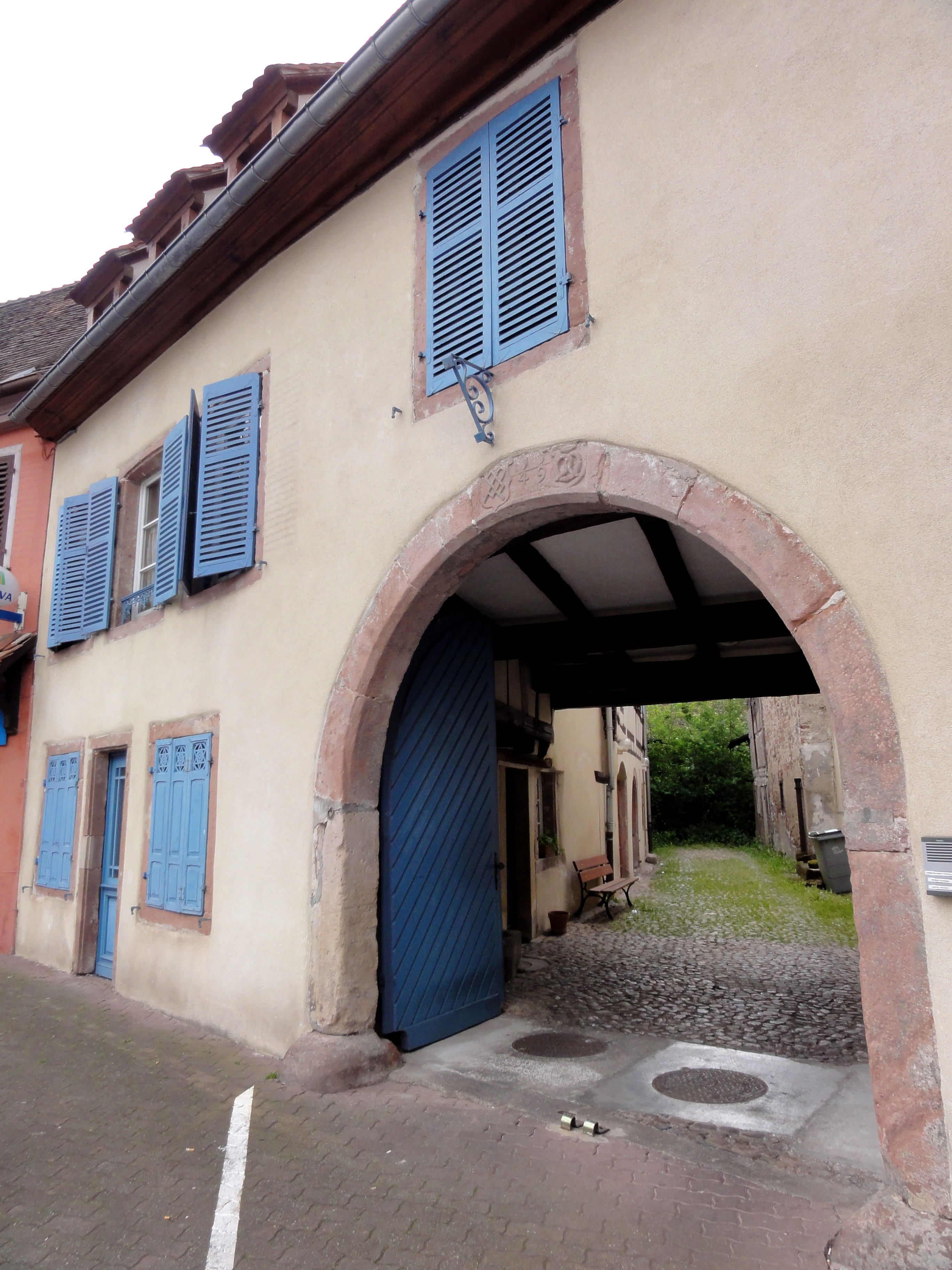
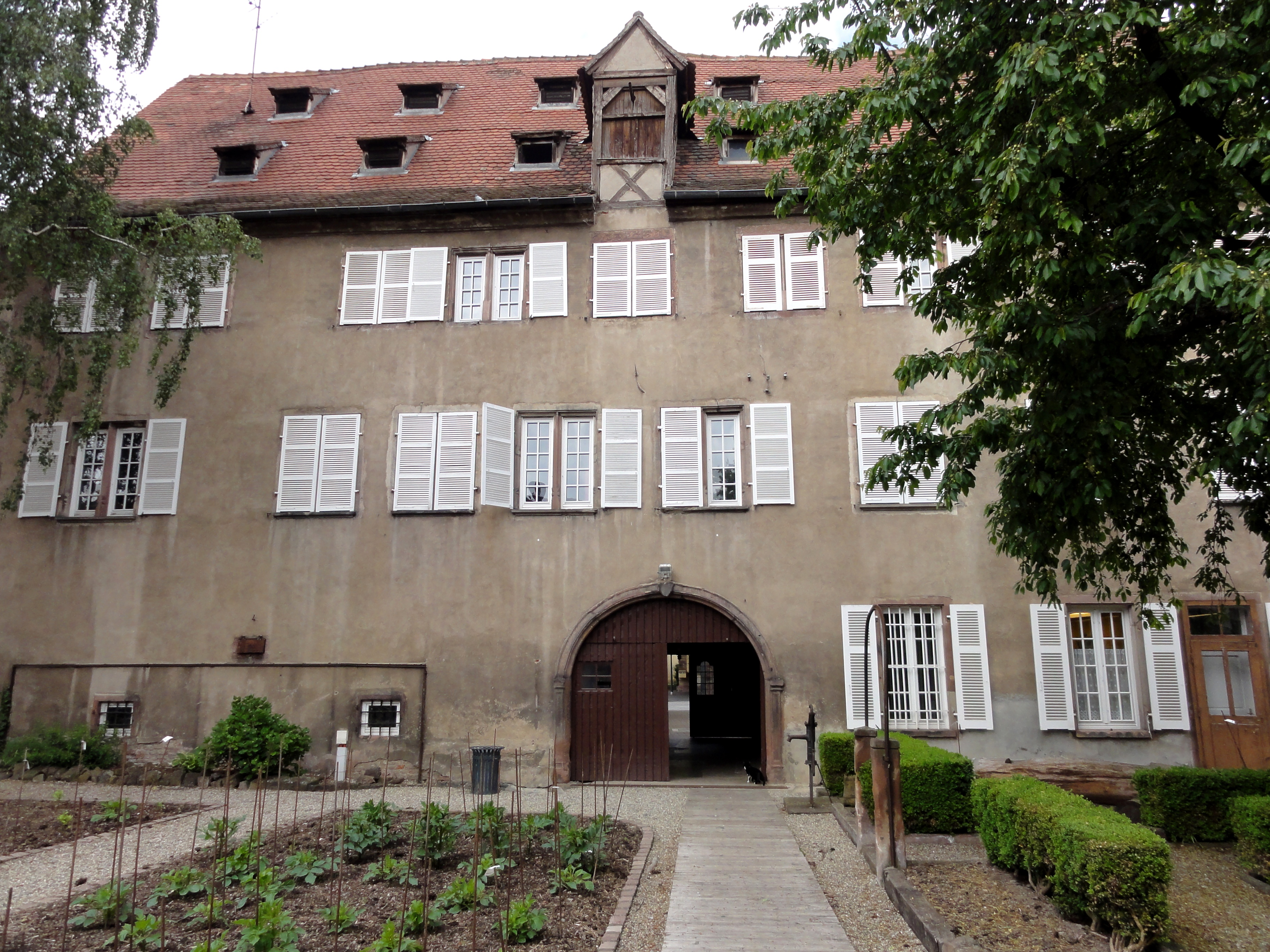